# BAALC
BAALC (англ. BAALC, MAP3K1 and KLF4 binding) – білок, який кодується однойменним геном, розташованим у людей на 8-й хромосомі. Довжина поліпептидного ланцюга білка становить 180 амінокислот, а молекулярна маса — 19 224.
| 10         |  | 20         |  | 30         |  | 40         |  | 50         |
| ---------- |  | ---------- |  | ---------- |  | ---------- |  | ---------- |
| MGCGGSRADA |  | IEPRYYESWT |  | RETESTWLTY |  | TDSDAPPSAA |  | APDSGPEAGG |
| LHSVLEAEKS |  | KIKAPTDSVS |  | DEGLFSASKM |  | APLAVFSHGM |  | LEDGLPSNGV |
| PRSTAPGGIP |  | NPEKKTNCET |  | QCPNPQSLSS |  | GPLTQKQNGL |  | QTTEAKRDAK |
| RMPAKEVTIN |  | VTDSIQQMDR |  | SRRITKNCVN |  |            |  |            |

A: Аланін

C: Цистеїн

D: Аспарагінова кислота

E: Глутамінова кислота

F: Фенілаланін

G: Гліцин

H: Гістидин

I: Ізолейцин

K: Лізин

L: Лейцин

M: Метіонін

N: Аспарагін

P: Пролін

Q: Глутамін

R: Аргінін

S: Серин

T: Треонін

V: Валін

W: Триптофан

Кодований геном білок за функцією належить до ліпопротеїнів. 
Задіяний у такому біологічному процесі, як альтернативний сплайсинг. 
Локалізований у клітинній мембрані, цитоплазмі, мембрані, клітинних контактах, синапсах, синаптосомах.